# سياتل سيهوكس
سياتل سيهوكس: فريق في دوري كرة القدم الأمريكية مقره في مدينة سياتل في ولاية واشنظن الأمريكية. يلعب السيهوكس في القسم NFC الغربي. ويشنهر الفريق بحماسة متحمسيه للدرجة أن متحمسي الفريق يسمون "the twelfth man" أي «الرجل الثاني عاشر،» وهذا إشارة إلى الضجة المنتجة على يد متحمسي الفريق في الاستاد التي تشوش لاعبي الفريق الزائر. وكل فريق في دوري كرة القدم الأمريكية له 11 رجلا على الملعب في نفس الوقت، دليل «الرجل الثاني عاشر» يشير إلى أن متحمسي السيهوكس قادرون على أن يمثلوا لاعبا اضافا.
أسس الفريق سنة 1976. مثل السيهوكس في السيوبر بول لأول مره في عام 2006 وحقق اللقب في عام 2014 ضد نادي دينفر. ويلعب الفريق منذ عام 2002 في الأستاد سينتوري لينك فيلد.